# Collsacabra

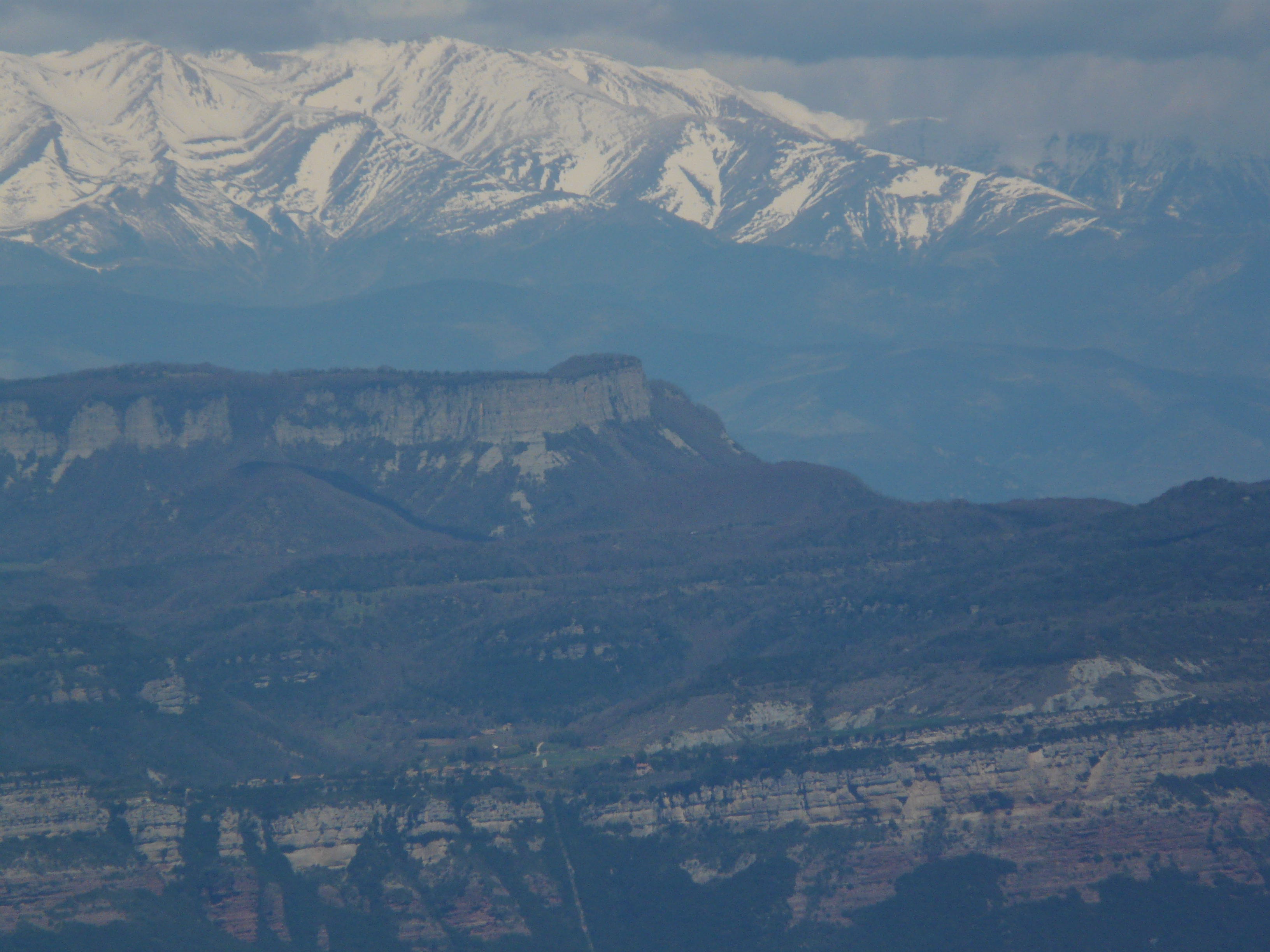
El Canigó y la sierra de Cabrera desde bajo collado Pregon.

El Collsacabra (o Cabrerès) (literalmente: 'puerto la cabra ' con artículo sigmático) es una comarca natural de la Cataluña interior (España), de 142 km² de extensión, situada entre las comarcas de Osona, la Garrocha y la Selva. Fue protegida en 1992 por el Plan de Espacios de Interés Natural (PEIN) de la Generalidad de Cataluña mediante el Decreto 328/1992.
Limita hacia el oeste con la Plana de Vich, al sur con el Valle de Sau y las Guillerías, al norte con la serra de Cabrera y al este con Vall de Bas y Las Planas.
Geomorfológicamente situado entre las cordilleras Prelitoral y Transversal catalanas, es un altiplano formado por una plataforma estructural con acantilados hacia el sur y levante (Tavertet, el Far, l'Avenc...) dibujados por la erosión del Ter, de una altitud media de 1100 m, y constituido geológicamente por materiales sedimentarios, sobre todo margas y greses eocénicos. El nombre de Collsacabra proviene del término jurisdiccional del castillo de Cabrera, llamado también Cabrerés.
La máxima altitud del Collsacabra se halla en la "serra de Cabrera" (1307,7 metros), que juntamente con el altiplano de "Aiats" y las montañas del "Montcau" y el "Puig del Bach", dibuja un perfil característico, fácilmente identificable desde la Plana de Vich.
El clima de Collsacabra es de tipo mediterráneo húmedo, casi centroeuropeo, con registros pluviométricos medios anuales de 1000-1200 mm, regularmente distribuidos a lo largo del año. Es una zona boscosa húmeda, poblada sobre todo por hayedos, robledales, encinas, abedules y abetos en la zona norte.
El poblamiento del Collsacabra es de tipo disperso, común en territorios húmedos. Entre los municipios que lo integran pueden citarse Santa María de Corcó, Cantonigrós, Tavertet, Falgars, Rupit y Pruït.